# Suren Nalbandean
Suren Nalbandean (n. 3 iunie 1956, Geghard⁠(d), Kotayk’i šrǰan⁠(d), Republica Sovietică Socialistă Armeană, URSS) este un luptător sovietic, medaliat olimpic. A participat la 2 ediții ale Jocurilor Olimpice (1976, 1980) în care a câștigat o medalie de aur.